# مایکل سرا
مایکل سرا (به انگلیسی: Michael Cera) (زاده ۷ ژوئن ۱۹۸۸) خواننده و بازیگر آمریکایی است. او حرفه خود به عنوان بازیگر را با بازی در فیلم اعترافات یک ذهن خطرناک (۲۰۰۲) آغاز کرد. او بیشتر برای بازی در مجموعه تلویزیونی پرورش شکست‌خورده (۲۰۱۹-۲۰۰۳)  و فیلم‌های خیلی بد (۲۰۰۷)، جونو (۲۰۰۷) و اسکات پیلگریم در برابر دنیا (۲۰۱۰) شناخته‌می‌شود. وی همچنین صداپیشه نقش دیک گریسون/رابین در فیلم لگو بتمن (۲۰۱۷) و بری در سوسیس پارتی (۲۰۱۶) است. او برای بازی در تئاتر قهرمان لابی (۲۰۱۸) نامزد دریافت جایزه تونی شد.

## فیلم‌شناسی

### فیلم
- این فیلم را بدزدید! (۲۰۰۰)
- اعترافات یک ذهن خطرناک (۲۰۰۲)
- خیلی بد (۲۰۰۷)
- جونو (۲۰۰۷)
- اسکات پیلگریم در برابر دنیا (۲۰۱۰)
- این آخرشه (۲۰۱۳)
- سوسیس پارتی (۲۰۱۶)
- بازی مالی (۲۰۱۷)
- فیلم لگو بتمن (۲۰۱۷)
- گلوریا بل (۲۰۱۸)
- بین دو سرخس: فیلم (۲۰۱۹)
- پنجه‌های خشم: افسانه هنک (۲۰۲۲-صداپیشه)
- باربی (۲۰۲۳)
- سناریوی رویایی (۲۰۲۳)

### تلویزیون
- پرورش شکست‌خورده (۲۰۱۹-۲۰۱۸، ۲۰۱۳، ۲۰۰۶-۲۰۰۳)
- ورونیکا مارس (۲۰۰۶)
- سیمپسون‌ها (۲۰۱۲)
- کمدی بنگ! بنگ! (۲۰۱۵، ۲۰۱۲)
- توئین پیکس (۲۰۱۷)